# Самбуру (национальный заповедник)
Самбуру (англ. Samburu National Reserve) — национальный заповедник в Кении. Расположен в округе Самбуру, провинции Рифт-Валли в 350 км от Найроби. Занимает территорию 165 км² с перепадом высот от 1230 до 800 м над уровнем моря. Рядом находится национальный заповедник Буффало-Спрингс. В середине заповедника течёт река Эвасо-Нгиро на берегах которой растут пальмовые рощи и густые прибрежные леса. Река является важнейшей частью окружающей экосистемы, обеспечивая водой млекопитающих и птиц заповедника.

## Описание
Национальный заповедник Самбуру находится в сухих районах Кении. Для этого жаркого и сухого региона характерен пейзаж с высохшими холмами и равнинами. Средняя температура на территории парка колеблется от 18 °С до 30 °C, а среднегодовое количество осадков составляет 345 мм с пиками в ноябре и апреле. Сухой сезон начинается в конце мая и продолжается до начала октября. В это время в заповеднике наблюдается большая концентрация диких животных из-за наличия пышной растительности по берегам реки Эвасо-Нгиро — основного источника воды для заповедника и близлежащих населённых пунктов.
В национальном заповеднике Самбуру жила львица Камуньяк, известная тем, что заботилась и защищала от хищников, по крайней мере, 6 детёнышей антилопы орикс.
О львице Камуньяк стало известно благодаря Сабе Дуглас-Гамильтон и её сестре Дуду (Dudu), снявшим фильм Heart of a Lioness. Впервые фильм был показан на BBC и позднее (в марте 2005) состоялась его премьера в США на телеканале Animal Planet. Видеоклипы из этого фильма можно найти на сайте телеканала Discovery.
Камуньяк пропала в феврале 2004 года, и несмотря на многочисленные поиски обнаружить львицу больше не удалось.
Национальный заповедник Самбуру малоизвестен среди туристов и вследствие этого менее перегружен автотранспортом с туристами по сравнению с другими парками Кении.

## Флора и фауна
В национальном заповеднике Самбуру обитает большое количество различных видов животных и птиц. Среди хищников распространены лев, гепард и леопард. В заповеднике находится популяция из около 900 особей слонов. Другие млекопитающие, которых можно встретить в парке: буйвол, гиппопотам, геренук, африканский бородавочник, газели Гранта, обыкновенный дикдик, импала, водяной козёл, зебра Греви, ориксы и сетчатый жираф. Носороги больше не встречаются в парке из-за браконьерства.
В парке обитает более 350 видов птиц: сомалийские страусы, сероголовая альциона, нектарницы, щурки, африканский марабу, степной орёл, орёл-скоморох, грифовая цесарка, желтогорлый турач, сиреневогрудая сизоворонка, пальмовый гриф, красноклювый ток, птица-секретарь, кафрский орёл, трёхцветный спрео, желтоклювый ток, стервятники и другие.
В реке Эвасо-Нгиро обитает значительное количество особей нильского крокодила.

Животные парка
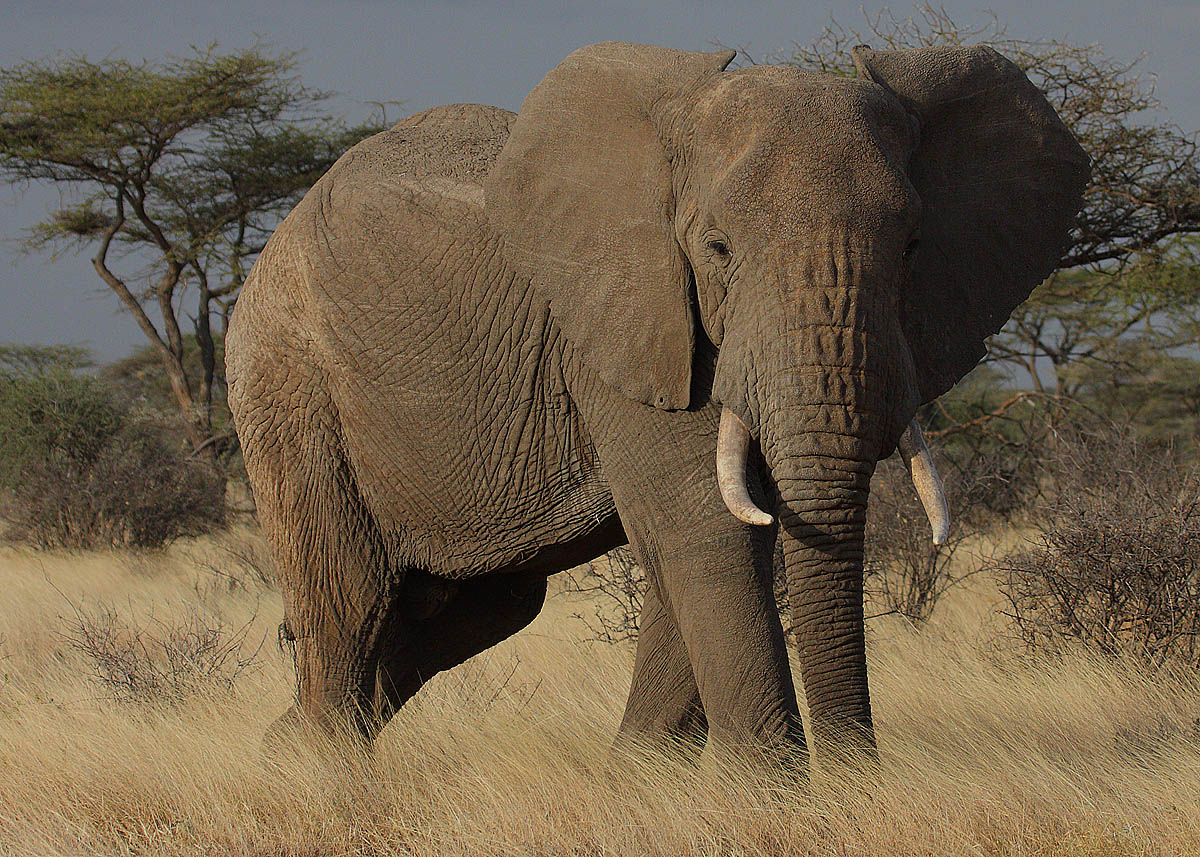
Африканский слон
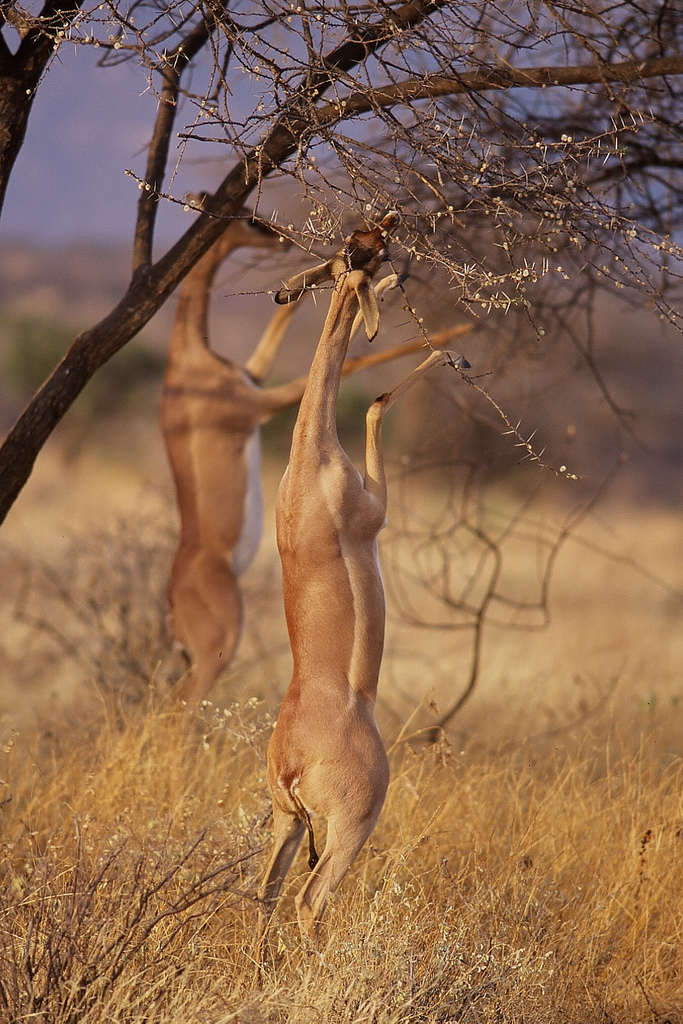
Геренук
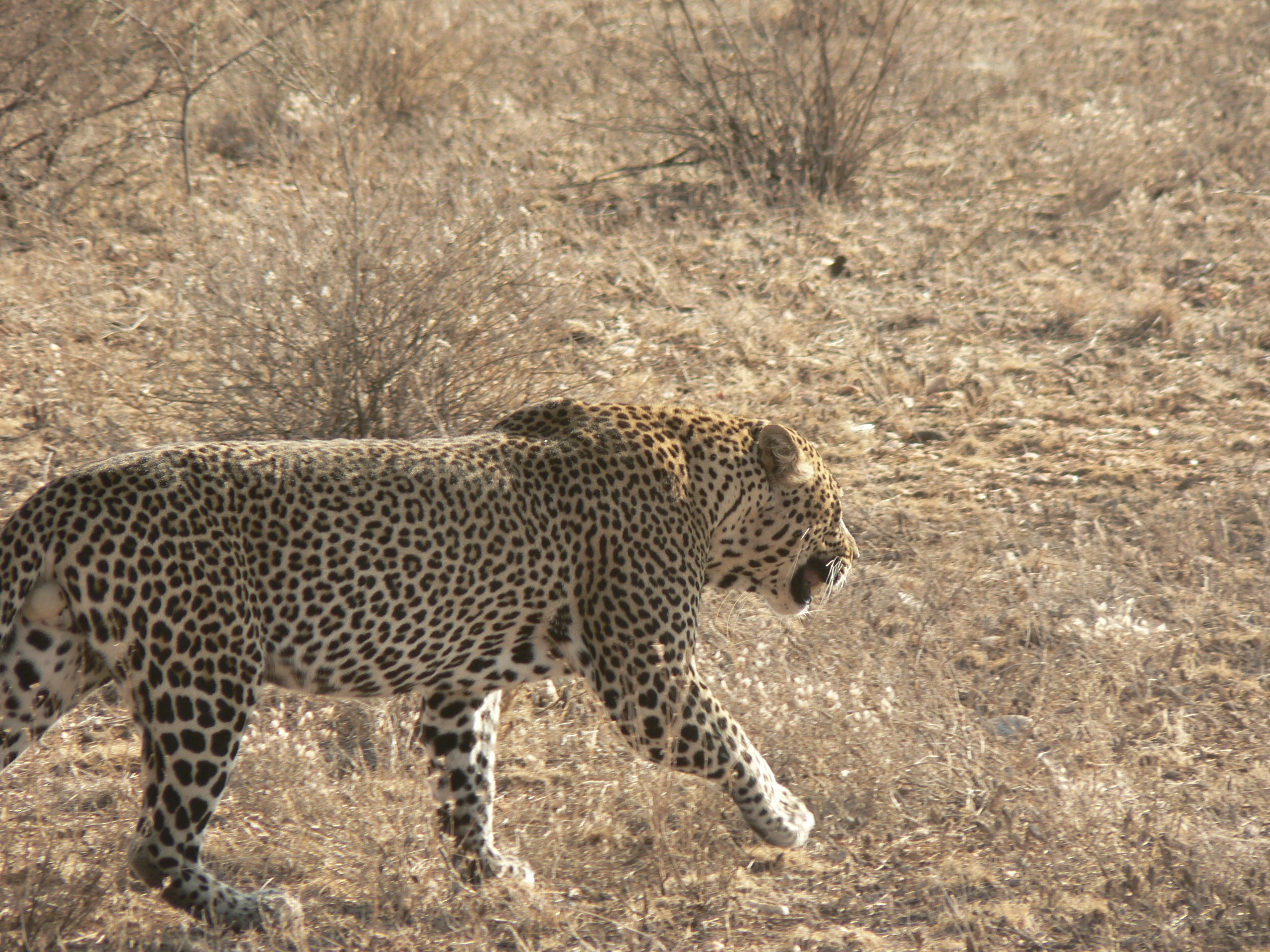
Леопард
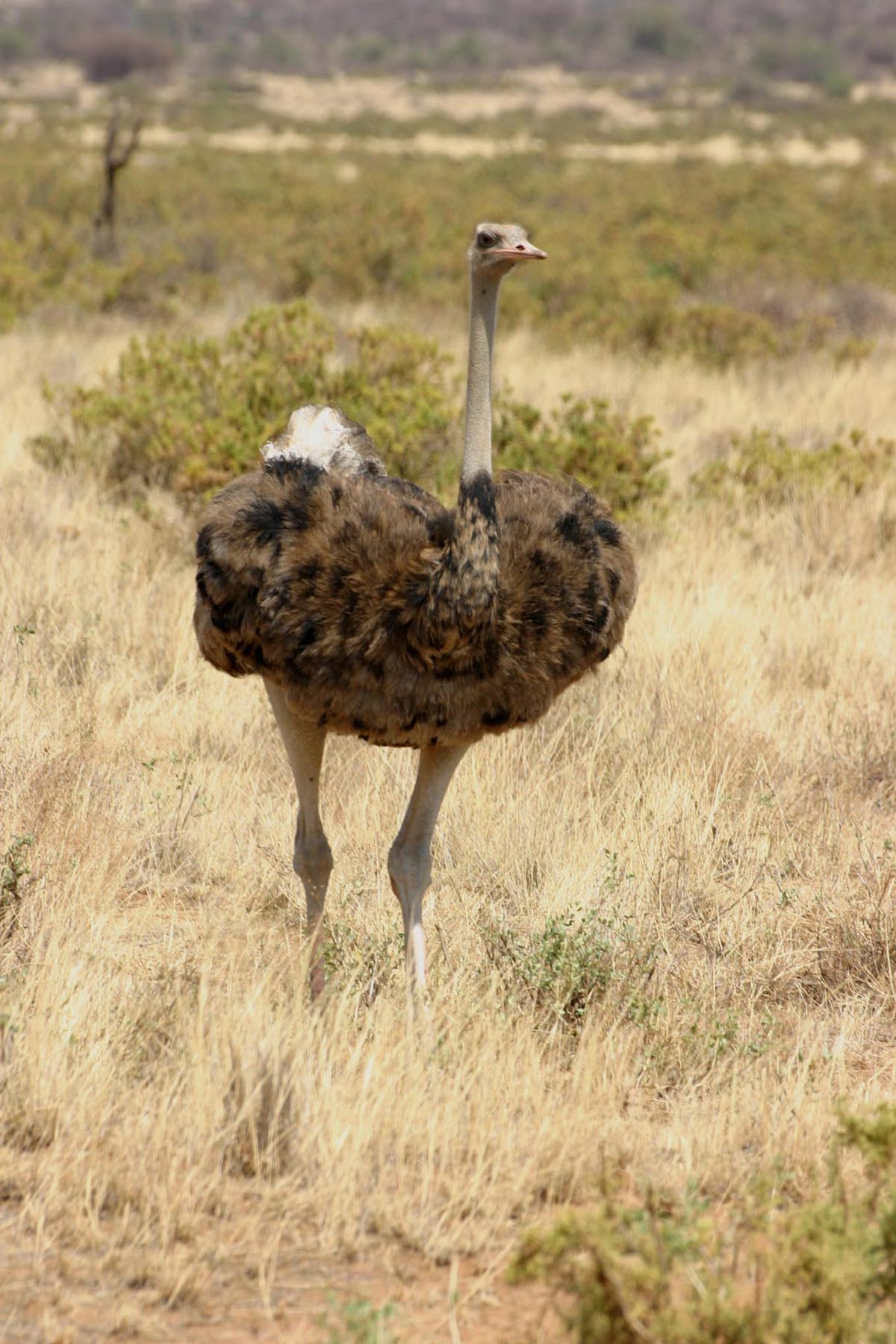
Страус